# Художествен павилион
Художественият павилион (на хърватски: Umjetnički paviljon) е художествена галерия в Загреб, столицата на Хърватия.
Разположен е в централната част на града на площад „Крал Томислав“ в непосредствена близост с централната гара.
Сградата първоначално е монтирана в Будапеща, за да представи хърватска художествена изложба по време на тържествата за хилядагодишнината на Унгария през 1896 година. След техния край металната конструкция е пренесена в Загреб и през 1897-1898 година е изградена наново, завършена в стил ар нуво по проект на австрийските архитекти „Фернер & Хелмер“.